# 北京演艺集团
北京演艺集团有限责任公司是中国北京市直属的一家文化公司。

## 历史
2009年5月27日，北京演艺集团成立，成立后发展迅速，2011年已成为“全国文化企业30强”并接手国家体育馆的产权和经营权。

## 组织
集团下辖9家文艺院团：
- 中国杂技团（北京市杂技学校）

- 中国评剧院

- 中国木偶艺术剧院

- 北京歌剧舞剧院

- 北京儿童艺术剧院

- 北京曲艺团

- 北京民族乐团

- 北京市河北梆子剧团

- 北京市曲剧团

此外还有北京市电影公司、国家体育馆、新影联等27家企业、事业单位。